# Trifolium boissieri
Trifolium boissieri är en ärtväxtart som beskrevs av Giovanni Gussone. Trifolium boissieri ingår i släktet klövrar, och familjen ärtväxter. Inga underarter finns listade i Catalogue of Life.